# Glasgow (Schiff, 1937)
HMS Glasgow (C21) war ein Leichter Kreuzer der Town-Klasse von 1936 und gehörte zur ersten Gruppe von fünf Schiffen dieser Klasse, die auch als Southampton-Klasse bezeichnet wurden. Sie wurde zeitgleich mit dem Schwesterschiff Sheffield am 17. Dezember 1934 bei Scotts Shipbuilding in Greenock, 40 Kilometer westlich von Glasgow, bestellt. Sie war das siebte Schiff der Royal Navy, das nach der größten schottischen Stadt benannt wurde.
Vor dem neuen Leichten Kreuzer hatte von 1909 bis 1927 der Kreuzer Glasgow der alten Town-Klasse den Namen geführt, der bei Coronel und den Falklandinseln im Ersten Weltkrieg mitgekämpft hatte.
Die neue Glasgow überstand den Zweiten Weltkrieg und wurde 1958 verschrottet.
1976 erhielt die Royal Navy wieder eine Glasgow, als ein Zerstörer mit der Kennung D88 vom Typ 42 (auch Sheffield-Klasse) den Namen erhielt. Diese Glasgow wurde 2005 außer Dienst gestellt und 2009 verschrottet.

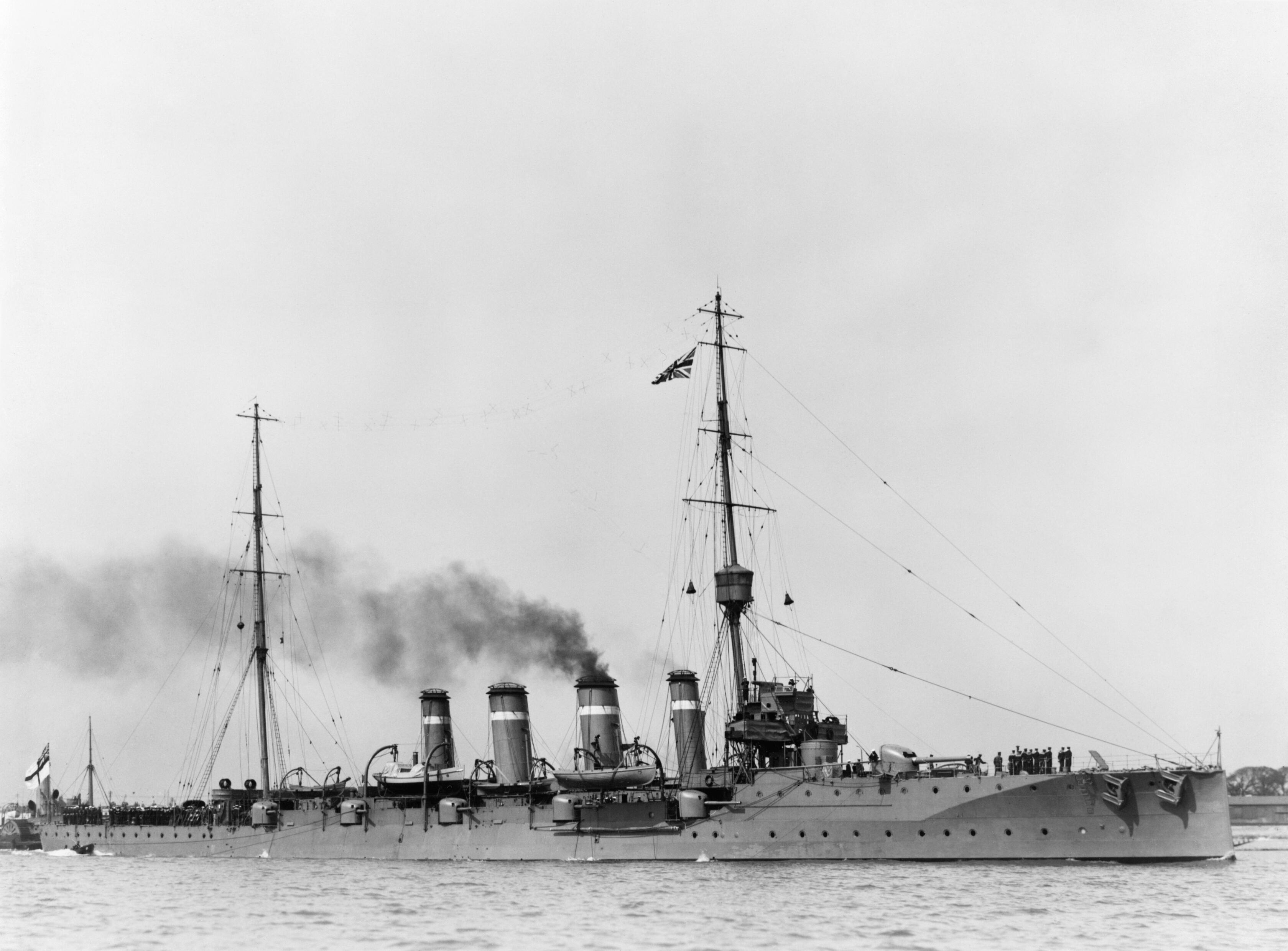
Die Glasgow von 1909

## Geschichte
Nach ihrer Indienststellung als viertes Schiff der neuen Klasse im September 1937 gehörte die Glasgow der 2nd Cruiser Squadron an und eskortierte das Königspaar auf der Empress of Australia im Mai 1939 nach Kanada. Außerdem überführte sie einen Teil des Goldschatzes als Notreserve nach Fort Knox.

### Erste Kriegseinsätze
Zusammen mit der Southampton wurde die Glasgow nach dem Kriegsbeginn bei der Humber Force eingesetzt. Diese versuchte unter anderem, deutsche Handelsschiffe an der Rückkehr in das Deutsche Reich zu hindern. So war sie schon am 5. September 1939 am Abfangen des deutschen Frachters Johannes Molkenbuhr (Hugo-Stinnes-Linien, 5294 BRT) 17 Meilen westlich von Stadlandet beteiligt, der sich einer Kaperung durch Selbstversenkung entzog. Am 21. November gehörte sie zu dem britischen Kreuzerverband um den Kreuzer Belfast, als dieser neueste britische Kreuzer noch im Firth of Forth auf eine deutsche Magnetmine lief und schwerst beschädigt wurde. In der Folgezeit wurden daher alle Kreuzer mit verbesserten Schutzeinrichtungen gegen diesen Minentyp ausgerüstet (Glasgow bei einer Routineüberholung im Februar 1940). Am 25. November sollte die Glasgow gemeinsam mit großen Teilen der Home Fleet die deutschen Schlachtschiffe Scharnhorst und Gneisenau am Durchqueren der Shetland-Bergen-Enge hindern. Anschließend sollte die Glasgow noch im November 1939 zusammen mit zwei Zerstörern vor der norwegischen Küste den deutschen Schnelldampfer Bremen abfangen, der allerdings nach Murmansk lief und erst im Dezember den Durchbruch nach Deutschland erfolgreich beendete. Die Glasgow war in den ersten Kriegsmonaten an vergeblichen Suchen nach den deutschen Kriegsschiffen beteiligt, die die Möglichkeiten eines Ausbruchs in den Nordatlantik testeten. Gelegentlich sicherte der Kreuzer auch britische Handelsschiffe auf dem letzten Stück ihrer Reise durch die sogenannten North Western Approaches zu den Britischen Inseln. Auf ihren Überwachungsfahrten zur norwegischen Küste gelang es am 12. Februar 1940, den deutschen Trawler Herrlichkeit (268 BRT) vor der Küste bei Tromsø aufzubringen.

### Norwegen-Feldzug 1940

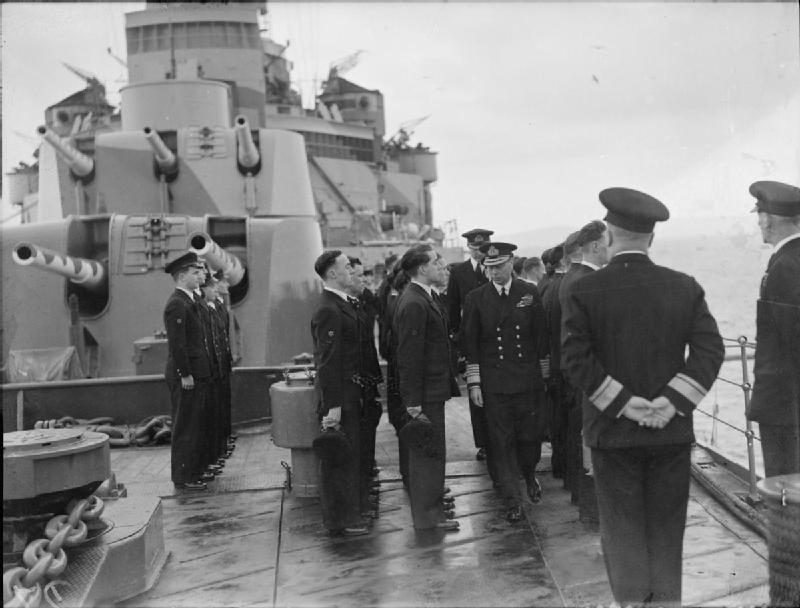
König George VI bei der Inspektion der Glasgow in Scapa Flow

Am 7. April 1940 übernahm die Glasgow zusammen mit den Schweren Kreuzern Berwick, York und Devonshire in Rosyth Truppen und Kriegsgüter für eine geplante alliierte Landung in Norwegen (Operation RUPERT), die allerdings am 8. wieder von Bord gegeben wurden, da Meldungen über Marschbewegungen der Deutschen in der Nordsee die britische Führung erreicht hatten und die Kreuzer jetzt die deutsche Einheiten angreifen sollten. Die Glasgow ging am 9. mit Manchester, den Schwesterschiffen Sheffield und Southampton und der kleinen Aurora in See, um die deutschen Schiffe bei Bergen anzugreifen. Dieser Angriff wurde allerdings wieder abgebrochen, nachdem die anlaufenden britischen Kriegsschiffgruppen von der deutschen Luftwaffe mit 47 Ju 88 des Kampfgeschwaders 30 und 41 He 111 des Kampfgeschwaders 26 heftig angegriffen wurden. Verloren ging dabei nur der Zerstörer Gurkha. Die Glasgow verlor zwei Seeleute durch umherfliegende Splitter, blieb aber unbeschädigt. Am 10. April lief sie mit der Sheffield bei erneuten Luftangriffen Scapa Flow vorrangig zur Treibstoffergänzung an.

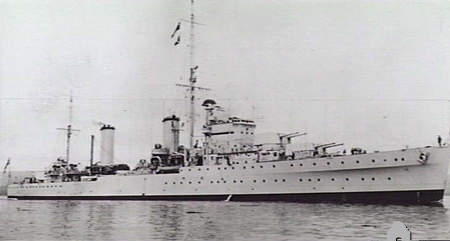
HMS Galathea

Beide Kreuzer liefen am 11. mit sechs Zerstörern der Tribal-Klasse wieder nach Norwegen, landeten Truppen nahe Harstad und begannen, die Lage sorgfältig zu erkunden. Die Hoffnung, deutsche Truppentransporter abzufangen, erfüllte sich nicht; allerdings gewann der Verband einen exakteren Eindruck von der sehr punktuellen Besetzung Norwegens durch das Unternehmen Weserübung. Der Verband landete an verschiedenen Orten kleine Trupps aus Matrosen und Marinesoldaten zur Aufklärung, die zum Teil vor der nächsten Versorgungsfahrt nach Scapa Flow am 17. wieder „eingesammelt“ wurden.
Von dort gingen die beiden Kreuzer nach Rosyth, um den ersten Teil der 15. Infanteriebrigade und deren Versorgungsgüter zu laden. Am 22. gingen sie mit der kleinen Galatea und sechs Sicherungszerstörern in See, um die Truppen in Åndalsnes für einen geplanten Angriff auf Bergen (Operation Sickle) an Land zugeben. Die beiden Leichten Kreuzer mussten allerdings vor Anker durch die Zerstörer und kleinere Fahrzeuge entladen werden.
Am 29. April nahm sie in Molde den norwegischen König Haakon VII. und Kronprinz Olav, Teile der norwegischen Regierung, alliierte Diplomaten sowie 35 Tonnen der norwegischen Goldreserven an Bord und brachte sie, gesichert von den Zerstörern Jackal und Javelin, vor den anrückenden deutschen Truppen nach Tromsø in Sicherheit. Während die Passagiere überwiegend in Tromsø verblieben, lief die Glasgow mit den beiden Zerstörern am 30. weiter nach Scapa Flow.

HMS Berwick

Von dort wurde der Kreuzer nach Greenock verlegt, wo er am 7. Mai Royal Marines an Bord nahm und am 8. zusammen mit dem Schweren Kreuzer Berwick sowie den Zerstörern Fearless und Fortune nach Island auslief. Der Verband brachte bis zum 10. das Vorkommando einer Besatzungstruppe auf die selbstständige Insel, deren Staatsoberhaupt allerdings bis 1944 noch der dänische König war. Die überraschende britische Besetzung sollte eine befürchtete deutsche Besetzung verhindern.
Die Glasgow nahm nach der Ausschiffung der Marines deutsche Staatsangehörige zur Internierung in Großbritannien an Bord und überprüfte vor den Rückmarsch noch die Situation in den östlichen Fjorden der Insel auf etwaige deutsche Aktivitäten.
Nach seiner Rückkehr wurde der Kreuzer in Liverpool routinemäßig überholt und dabei auch ein für den Einsatz auf See und auf einem Schiff modifiziertes Radargerät vom Typ 286M zur Luftraumüberwachung installiert. Als am 10. Juni 1940 Italien an der Seite Deutschlands dem Krieg beitrat, besetzten Teile der Besatzung den in Liverpool liegenden italienischen Frachter Gambiano. Nach dem Abschluss der Routinearbeiten stieß die Glasgow am 1. Juli wieder zur Home Fleet, sollte aber bald ins Mittelmeer verlegt werden. Noch bevor sie dorthin verlegen konnte, rammte sie am 16. Juli in dichtem Nebel vor Duncansby Head versehentlich den Zerstörer Imogen, der erheblich beschädigt wurde, in Brand geriet und sank. Der Kreuzer konnte die Besatzung des Zerstörers retten, zog sich durch den Rammstoß erhebliche Schäden am Bug zu und musste drei Monate lang in Liverpool in die Werft. Erst im Oktober war das Schiff wieder einsatzbereit, so dass die bereits zuvor geplante Verlegung ins Mittelmeer erst im November 1940 stattfinden konnte.

### Mittelmeereinsätze 1940

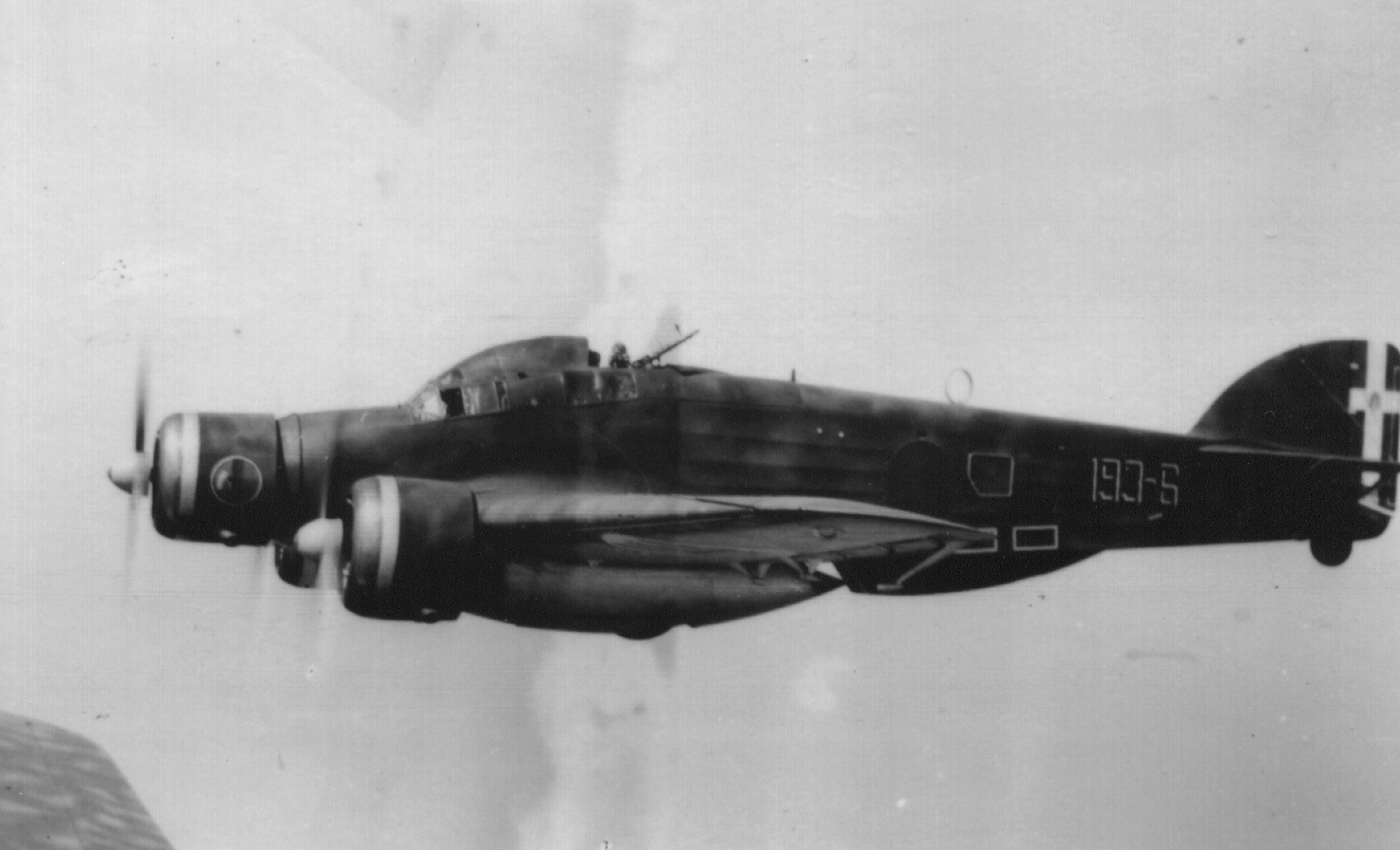
Savoia-Marchetti SM.79

Die Glasgow übernahm am 7. November in Gibraltar Truppen für Malta und verstärkte nach der Abgabe der Truppen in Malta zusammen mit dem Schweren Kreuzer Berwick die Mittelmeerflotte und unterstützte am 11. und 12. November den Angriff auf Tarent der Fleet Air Arm von der Illustrious, bei dem die italienische Regia Marina die Hälfte ihrer Schlachtschiffe einbüßte. Am 14. November setzte sie zusammen mit den Kreuzern Berwick, Sydney und York 3.400 Soldaten aus Alexandria in Piräus an Land. Am 26. November eskortierte die Glasgow, zusammen mit Gloucester und dem Schweren Kreuzer York, den Nachschubkonvoi MW-4 von Alexandria nach Malta. Am 3. Dezember ankerte die Glasgow in der Souda-Bucht auf Kreta. Dort wurde sie am Abend von zwei italienischen SM.79-Torpedobombern angegriffen und erhielt zwei Torpedotreffer, die starke Wassereinbrüche verursachten und zwei Schraubenwellen verbogen. Trotz der erlittenen schweren Schäden gelang es ihr, mit 17 Knoten Fahrt nach Alexandria zurückzukehren, wo provisorische Reparaturen vorgenommen wurden. Während dieser Zeit wurde sie zeitweise durch die Southampton ersetzt.

### Einsätze in Fernost 1941
Im Januar 1941 wurde die Glasgow zur Eastern Fleet versetzt und lief nach Singapur aus, wo weitere Reparaturen an ihren Rumpfbeschädigungen erfolgten. Da die verbogenen Schraubenwellen auch dort nicht repariert werden konnten, betrug die Höchstgeschwindigkeit des Schiffes nur etwa 24 Knoten. Im Februar störte das deutsche Panzerschiff Admiral Scheer den Handelsverkehr im Indischen Ozean und versenkte die Frachter Canadian Cruiser (7178 BRT) am 21. und die niederländische Rantaupandjang (2542 BRT) am 22. Beiden Schiffen gelang es, Notrufe abzusetzen, die von der Glasgow empfangen wurden. Die sofort eingeleitete Suche führte am 22. Februar zur Sichtung der Admiral Scheer durch ein Supermarine-Walrus-Beobachtungsflugzeug des Kreuzers. Die alarmierte Einsatzgruppe der Eastern Fleet (Force V), gebildet aus Sicherungskreuzern verschiedener Geleite, mit dem kleinen Träger Hermes und den Kreuzern Australia, Canberra, Emerald (aus Mombasa), Shropshire (aus Durban) und Enterprise (aus Aden) stieß jedoch ins Leere, da das deutsche Schiff sich durch eine Kursänderung nach Süden seinen Verfolgern entzogen hatte.
Im März 1941 unterstützte die Glasgow mit dem alten Kreuzer Caledon und den Zerstörern Kipling und Kandahar die Landung von Commonwealth-Truppen bei Berbera in Britisch-Somaliland (Operation Appearance) und gab den gelandeten Truppen Artillerieunterstützung. Im Anschluss eskortierte der Kreuzer bis Ende 1941 verschiedene Geleitzüge, zumeist WS-Truppentransporte, zwischen Mombasa, Mumbai, Aden und Singapur. Im Dezember 1941, kurz nach dem japanischen Angriff auf Pearl Harbor, war das Schiff dabei im Golf von Bengalen in einen Friendly-Fire-Zwischenfall verwickelt: Das zwei Leichter sichernde indische Patrouillenboot HMIS Prabnavati (500 ts) wurde von der Glasgow in der Abenddämmerung des 9. Dezember 1941 irrtümlich als japanisches U-Boot identifiziert und durch Beschuss aus den 152-mm-Geschützen auf eine Distanz von etwa 6.000 Metern versenkt, wobei es auf dem indischen Schiff 21 Tote gab. Erst bei der Bergung der Überlebenden klärte sich der Irrtum auf.

### Ereignisse im Jahr 1942
Zu Beginn des Jahres 1942 wurde die Glasgow zunächst noch zur Sicherung von Konvois zwischen Südafrika und Indien eingesetzt. Im April wurde das Schiff dann nach New York detachiert, wo es im Mai eintraf. Auf der dortigen Marinewerft wurden endlich die verbogenen Schraubenwellen repariert, so dass der Kreuzer, nach einer viermonatigen Werftliegezeit, im September 1942 wieder voll einsatzbereit war. Zudem wurden während dieser Zeit mehrere Radargeräte, darunter ein Typ-271-Luftwarnradar, und mehrere zusätzliche 20-mm-Flak vom Typ Oerlikon an Bord installiert. Im Oktober 1942 schließlich traf der Kreuzer wieder in Großbritannien ein und wurde der 10th Cruiser Squadron der Home Fleet zugeteilt. Ende des Jahres wurden die bei der Atlantiküberfahrt erlittene leichten Seeschäden behoben, so dass 1942 keine weiteren Einsätze stattfinden konnten. Die Bordflugzeuge und der Katapult kamen von Bord.

### Einsätze im Nordmeer und der Biskaya 1943
Zu Beginn des Jahres 1943 wurde die Glasgow zur Sicherung von Nordmeergeleitzügen herangezogen. So eskortierte sie zwischen Januar und März unter anderem die Geleitzüge JW-52, RA-52 und RA-53 zwischen Island und der Halbinsel Kola und übernahm im März und Anfang April zeitweise die Überwachung der Dänemarkstraße. Dort stellte der Kreuzer am 2. April den aus Asien kommenden deutschen Blockadebrecher Regensburg (8086 BRT). Die Glasgow war zuvor von der britischen Funkaufklärung (Ultra) über die Ankunft des Dampfers informiert worden. Trotz eisiger Temperaturen und stürmischen Seegangs versenkte die deutsche Besatzung ihr Schiff selbst. Das sinkende Schiff wurde zudem von der Glasgow noch mit einem Torpedo beschossen, der auch traf. Die Regensburg sank daraufhin sehr schnell. Von 118 Menschen an Bord des Blockadebrechers konnte der Kreuzer nur sechs lebend retten; 112 Personen waren ertrunken, im eiskalten Wasser erfroren oder durch den Torpedotreffer getötet worden.
Die Glasgow wurde im Mai 1943 nach Portsmouth verlegt und operierte ab Juni in der Biskaya gegen nach Westfrankreich einlaufende deutsche Blockadebrecher. Zudem sicherte das Schiff Geleitflugzeugträger bei deren U-Boot-Jagdoperationen in diesem Gebiet. Nach einer Werftliegezeit im August und September in der Marinebasis Devonport, wobei das Schiff zusätzliche 20-mm-Flak und ein neues Feuerleitradar vom Typ 283 erhielt, nahm die Glasgow Ende Oktober 1943 an der Beisetzung des am 21. Oktober 1943 verstorbenen Ersten Seelords Admiral Sir Dudley Pound teil. Der Leichnam des höchsten britischen Marineoffiziers wurde eingeäschert und die Asche wurde von Bord der Glasgow aus am 27. Oktober in der Straße von Dover, nahe dem Nab Tower, dem Meer übergeben.
Im Anschluss an die Zeremonie nahm die Glasgow im November und Dezember, gemeinsam mit den Leichten Kreuzern Gambia, Enterprise und Penelope, wieder an der Überwachung der Biskaya teil und suchte erneut nach aus Asien kommenden deutschen Blockadebrechern (Operation Stonewall). Dabei geriet das Schiff, gemeinsam mit der Enterprise, am 27. Dezember 1943 mit einer aus fünf Zerstörern und sechs Torpedobooten bestehenden deutschen Kampfgruppe ins Gefecht. Diese war zuvor zur Aufnahme des Blockadebrechers Alsterufer, welcher allerdings bereits am Vortag von alliierten Flugzeugen versenkt worden war, in die Biskaya ausgelaufen (Unternehmen Trave). Es gelang den beiden Kreuzern, Teile des deutschen Verbandes zu vernichten, da starker Seegang herrschte und die Kreuzer ruhiger in der See lagen als die kleineren deutschen Einheiten, was ein relativ präzises Feuern ermöglichte. Auch konnten die Deutschen ihren Geschwindigkeitsvorteil bei der schweren See nicht nutzen. Der deutsche Zerstörer Z 27 (2543 ts) und die beiden Flottentorpedoboote T 25 und T 26 (je 1294 ts, von den Briten als „Elbing destroyers“ bezeichnet) wurden versenkt. 401 Seeleute fanden dabei den Tod. 293 Überlebende wurden später gerettet, 64 davon von der Glasgow. Der Kreuzer erlitt während dieses Aufeinandertreffens nur geringe Splitterschäden durch Nahtreffer, aber keine Personalverluste. Danach liefen die beiden Kreuzer nach Plymouth, wobei sie mehrere Luftangriffe von Focke-Wulff Fw 200C-4 des Kampfgeschwaders 40 mit Gleitbomben unbeschadet überstanden.

### 1944: Einsätze vor der Normandie
Zwischen Januar und April 1944 wurde die Glasgow nochmals zur Sicherung von Konvois im Nordatlantik herangezogen, dann aber, ab Mai 1944, auf die geplante Invasion der Westalliierten in der Normandie vorbereitet. Zu diesem Zweck führte der Kreuzer im Mai mehrere Übungsangriffe auf Landziele nahe Cape Wrath durch. Während der Landung am 6. Juni 1944 beschoss die Glasgow Ziele nahe Omaha Beach.

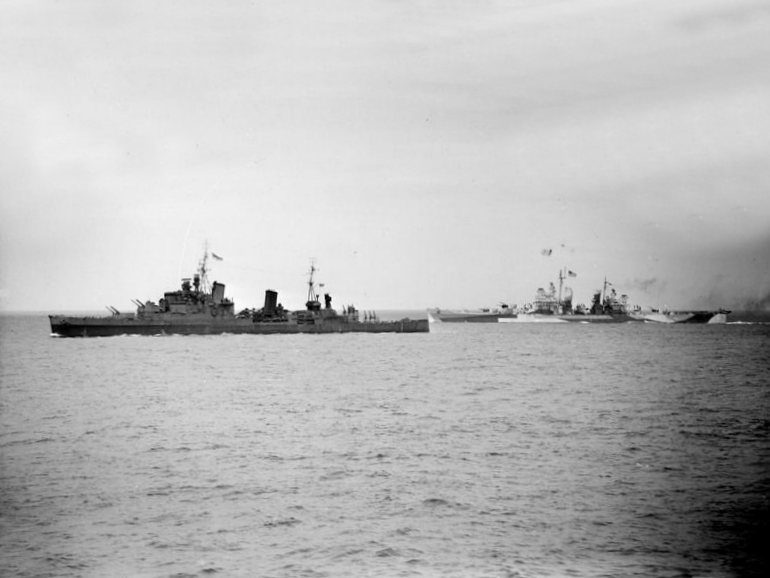
HMS Glasgow und USS Quincy vor Cherbourg

Am 25. Juni 1944 nahm der Kreuzer auch an den Endkämpfen um Cherbourg teil und half zusammen mit der amerikanischen Quincy, die dortigen starken deutschen Batterien niederzukämpfen, wenngleich dies nicht vollständig gelang. Hierbei wurde die Glasgow jedoch von zwei 17-cm-Granaten einer Küstenbatterie getroffen, die erhebliche Schäden im Flugzeughangar und mittschiffs verursachten. Zudem wurden das Feuerleitradar außer Gefecht gesetzt und ein Geschützturm achtern beschädigt (durch einen Stromausfall infolge der Treffer). Das Schiff wurde daraufhin nach Newcastle upon Tyne verlegt und ging dort in die Werft. Die Reparaturen dauerten bis Mai 1945. Nach dieser letzten großen Überholung besaß der Kreuzer nur noch drei 152-mm-Drillingstürme, da der hintere überhöhte Turm (´X´) ausgebaut wurde. Die Flugzeugabwehrbewaffnung bestand weiter aus vier 102-mm-Zwillingsgeschützen und dazu jetzt vier 40-mm-„pompom“-Vierlingsgeschützen, vier einzelnen 40-mm-„pompom“-Kanonen, sowie sechs Zwillings-20-mm-Oerlikon-Maschinenkanonen und sechs Oerlikon-Einzelgeschützen. Die beiden Drillings-Torpedorohrsätze blieben weiter an Botrd.

### Endphase des Krieges und Nachkriegszeit
Nach Abschluss der Werftliegezeit, der Krieg in Europa war mittlerweile zu Ende, verlegte die Glasgow nach Fernost, wo sie im August 1945 eintraf. An Kampfhandlungen gegen Japan nahm der Kreuzer jedoch nicht mehr teil. Das Schiff wurde nach Colombo verlegt und bildete dort ab Oktober 1945 mit dem Flugabwehrkreuzer Phoebe zusammen die 5th Cruiser Squadron. Zwei Jahre lang blieb der Kreuzer auf dieser Station.

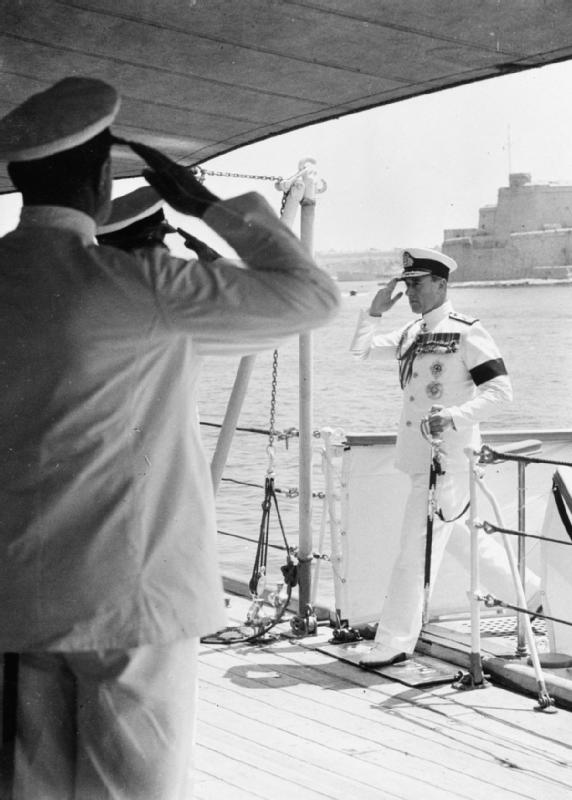
Admiral of the Fleet Earl Mountbatten kommt 1952 in Malta an Bord der Glasgow, um das Kommando über die Mittelmeerflotte zu übernehmen

1947 kehrte die Glasgow nach Portsmouth zurück und wurde zunächst in die Reserve versetzt. Es folgten, nach einer Wiederindienstnahme im September 1948, Aufenthalte auf der westindischen Station der Royal Navy, vor Neufundland (1950) und im Mittelmeer als Flaggschiff der Mittelmeerflotte (1951/52). Ab 1955 diente der Kreuzer als Stationsschiff für Offiziere bei der Home Fleet. Schließlich wurde das Schiff im November 1956 endgültig außer Dienst gestellt, in den Reservestatus versetzt und Anfang 1958 auf die Verschrottungsliste gesetzt. Im Juni 1958 an BISCO Ltd. verkauft, wurde der Kreuzer ab Juli 1958 in Blyth abgewrackt.

## Weblinks

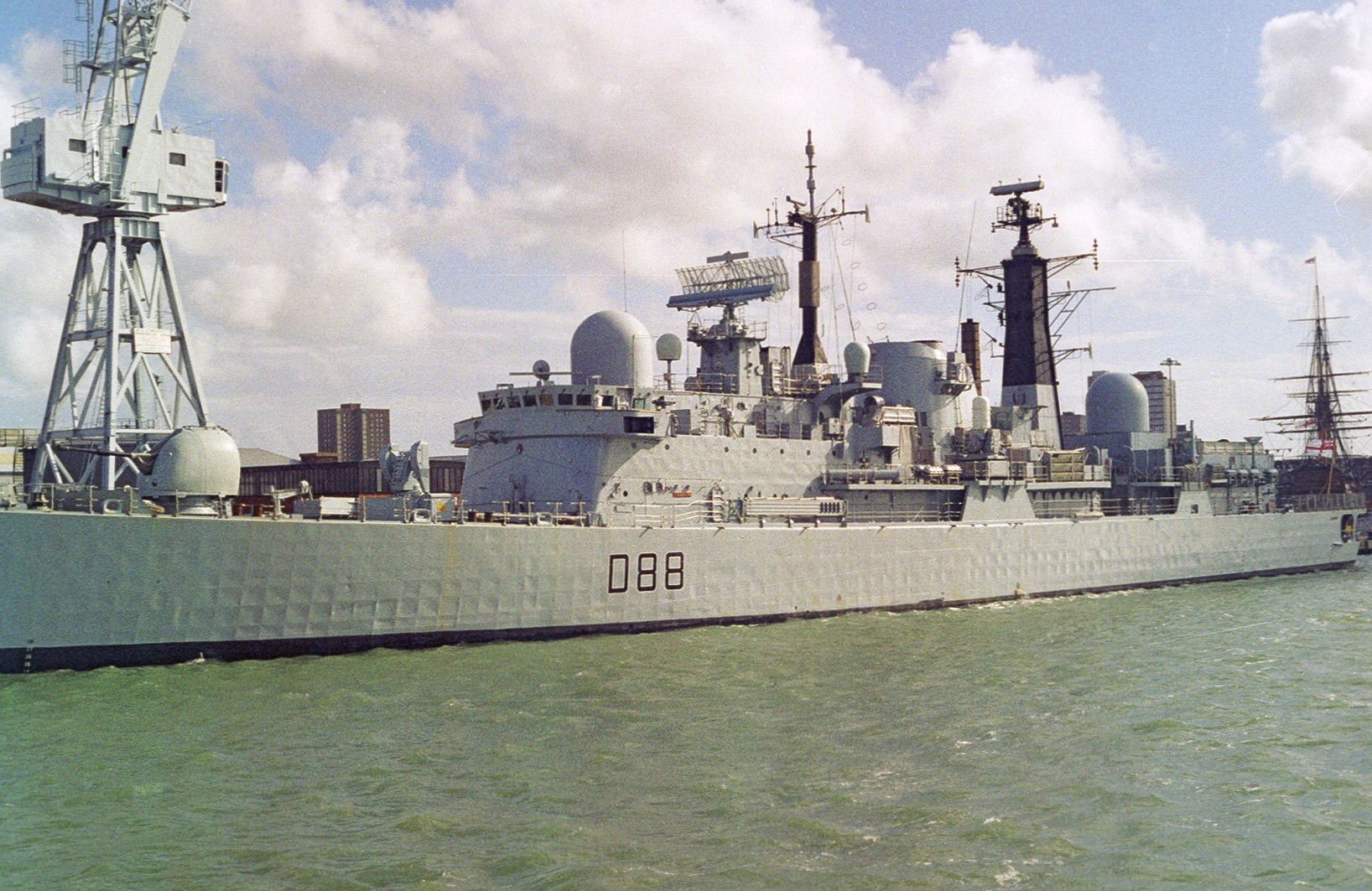
Die letzte Glasgow der RN